# 唐玄宗
唐玄宗李隆基（685年9月8日—762年5月3日），唐朝第9任皇帝，為唐睿宗李旦第三子，母为睿宗窦德妃，是唐朝及中国历史上最为著名的帝王之一，其前后共在位近44年（公元712年－756年），使用年号3个（先天、开元、天宝），後退居太上皇6年，享寿77岁，是唐朝在位最久与最长寿的皇帝，庙号玄宗，谥号至道大圣大明孝皇帝。由于后世的宋（趙玄朗）、清（玄燁）两朝皆有帝王名讳包含“玄”字，故改称其为唐明皇、唐元宗等，另有尊号开元圣文神武皇帝 。
唐玄宗是一位经历、政绩与评价较为复杂矛盾的皇帝。其早年在武则天统治時期出生成长，生母窦氏因被捲入巫蛊之术案件遭武则天處死。其父唐睿宗再次登基后，于公元710年册封其为皇太子。712年，唐睿宗将皇位禅让，李隆基即位为皇帝，在此前后，其通過发动唐隆政变与先天之变铲除了危及自己统治的韦和太平公主等人及其势力，重新确立鞏固了李氏皇族權力。其在位前期任用武則天统治时期被提拔的一些賢相，开创了被認為是唐朝乃至中国古代历史上的極盛之世——开元盛世，亦稱為开元之治、開元之隆，此時期乃唐朝國力的最巔峰；但其在中晚年（開元二十二年開始）逐渐怠于国事、倒行逆施、耽於逸樂美色，大肆任用奸臣佞相，甚至听信谗言残害骨肉忠良，使得国家发展局面逐渐恶化，最终致使祸国殃民的安史之乱爆发。其间皇室仓皇出逃，百姓生灵涂炭，唐朝國勢自此急转直下，再未看涨。李隆基亦丧权下台，在孤苦忧郁中了却残生。其逝世后被葬于唐泰陵，其子唐肃宗李亨亦於不久後驾崩。

## 生平

### 早年
唐朝垂拱元年秋八月五日戊寅（公元685年9月8日），李隆基出生于东都（即今河南省洛阳市），其生日后来成为千秋节、天长节。出生时，其父唐睿宗李旦为皇帝，母窦氏为德妃，但此时国家已被其祖母武则天实际统治。垂拱三年（687年）闰七月丁卯，被封为楚王。永昌元年（689年），武則天命令李隆基過繼予孝敬帝李弘為子，繼其香火。載初二年（690年），武则天废除其父帝位，自行登基称帝并改唐为周，李隆基随之迁居东宫。
天授三年（692年）十月戊戌，李隆基出阁，开府置官属。李隆基英俊多藝，儀表堂堂，少年時代就顯出了極有膽識的性格。當他七歲時，正是武周时期，武懿宗自認為是武則天的姪子，趾高氣揚，根本不把李氏宗室放在眼裏。有一次，武氏諸王到朝堂參加每月朔望的兩次會見時，他看到李隆基的車騎儀仗威嚴而整齊，心中不悅，便利用自己金吾將軍糾察風紀的權力橫加阻撓。李隆基卻理直氣壯地責問：「我家的朝堂，干你甚麼事？竟敢挾迫我的車騎隨從！」祖母武則天知道此事後，不僅未加罪於他，反而更加宠爱他。虽然李隆基获得了祖母的宠爱，但在长寿二年（693年）正月，其母窦氏与嫡母皇嗣妃刘氏被武则天秘密杀害，尸骨无踪。根据史料可知，李旦的另一位妾室豆卢氏和李隆基的姨妈窦氏抚养、照料年幼丧母的李隆基。同年腊月丁卯，李隆基由楚王改封临淄郡王。根据《唐会要》的记载，就在长寿二年，李隆基娶王氏为郡王妃。
圣历元年（698年），李隆基再度出阁，赐第于东都洛阳的积善坊。大足元年（701年），随祖母回到西京长安，赐宅于兴庆坊。长安中，历右卫郎将、尚辇奉御。神龙政变后，伯父唐中宗复位。景龙二年四月（708年），李隆基兼潞州別駕。

### 唐隆政变
景龙四年（710年），李隆基從潞州（治所在今山西長治）回到長安。他暗中聚結才勇之士，在皇帝的親軍萬騎中發展勢力。太宗時，選官戶及蕃口中驍勇的武士穿虎紋衣，跨豹紋韉，從遊獵，於馬前射禽獸，謂之百騎。武則天時增加為千騎，中宗時發展為萬騎。李隆基非常重視萬騎的作用。
想效法武則天自稱皇帝，但太平公主與上官婉兒密謀，以中宗遺制，立溫王李重茂（中宗少子）為皇太子，韋后知政事，父亲相王李旦參政。韋黨宗楚客、韋溫、紀處訥等人，極力反對相王參謀政事。相王不想捲入宮廷鬥爭，對事件採取迴避的態度，於是李隆基就主動地策劃了消滅韋黨的宮廷政變。
當時韋后想稱帝登基，對太平公主立李重茂為帝不滿；李隆基又借助太平公主的力量壯大自己。正當雙方劍拔弩張之際，原來親近韋氏的兵部侍郎崔日用改變態度，暗中向李隆基告密，勸其立即發動攻勢。於是，李隆基與太平公主的兒子薛崇簡，苑總監鍾紹京等，密謀策劃，欲先發制人。
有人建議，把發動政變的事先向相王報告，李隆基胸有成竹地說：「我是為了拯救社稷，為君主、父親救急，成功了福祉歸於宗廟與社稷，失敗了我因忠孝而死，不連累相王。怎可以報告，讓相王擔心呢！現在報告，相王若贊成，就是害他參與了危險的起事；若他不贊成，我計謀就失敗了。」於是，決定背著相王，立即行動。
唐隆元年（710年）六月庚子日申時，李隆基等人穿便服進入禁苑，到苑總監鍾紹京住處。這時，鍾紹京反悔，拒絕參加這次政變。但其妻許氏卻堅定地說：「忘身殉國，神必助之。既然參與同謀，即使不參加，勢難免罪。」鍾紹京明白，前往拜謁李隆基。入夜後，萬騎果毅李仙鳧、葛福順都先後來到，請李隆基發佈命令。
二更時分，葛福順拔劍直入羽林營，斬韋黨掌握軍隊的韋璿、韋播、高嵩，然後宣佈：「韋后毒死先帝，謀危社稷，今夕當共誅諸韋，身高有馬鞭之長者皆殺之，立相王為帝以安天下。敢有反對者，罪及三族。」羽林軍將士紛紛表示從命。李隆基率眾出禁苑南門，進攻宮城。葛福順率左萬騎攻玄德門，李仙鳧率右萬騎攻白獸門，相約在凌煙閣會見。李隆基率兵直入玄武門。韋后惶恐逃入飛騎營，被飛騎斬首獻於李隆基；安樂公主正在畫眉，也被斬首，其夫武延秀同時被殺（一作夫妇皆在内堂力战而死）。天明後，關閉宮門及長安城門，凡是諸韋及韋后親信均被逮捕斬首。對韋后一黨的誅殺發展成為對長安城南杜曲地方（韋、杜二大姓的聚居地）韋氏的大肆屠殺，襁褓之中的嬰兒也不能倖免，連同居此地的杜姓也有不少受池魚之殃被殺。史稱唐隆政变。
這時，李隆基才將唐隆政变的經過報告相王。相王抱著李隆基哭泣著說：「宗廟社稷的災禍是你平定的，神明與百姓也都仰賴你的力量了。」當日，隆基被改封為平王，兼殿中監，同中書門下三品、兼押左右萬騎。

### 太子时期
唐隆政变当月，李隆基與姑姑太平公主迫使李重茂禪讓於相王李旦。李旦遂再次即位，是為睿宗。即位后，睿宗與大臣議立太子。按嫡長子繼承制度，睿宗长子宋王李成器應成為太子，但李成器堅決辭讓說：「國家安則先嫡長，國家危則先有功；平王有功於國，自己決不居平王之上。」參與消滅韋黨的功臣也多主張立李隆基為太子。睿宗順水推舟，遂在秋七月己巳，册立平王李隆基为皇太子，大赦天下，改元景云。九月庚戌，李隆基长子李嗣直封为许昌郡王，次子李嗣谦为真定郡王。
此后，太平公主自恃擁立睿宗有功，經常干預政事，为所欲为，禁止自己所不愿意的，或者废除所颁布的法令。李旦经常同她商量朝廷的大政方针，每次她入朝奏事，都要和李旦坐在一起谈上一段时间；有时她没去上朝谒见，李旦会派宰相到她的家中征求她对某些问题的处理意见。所以对她趋炎附势的人数不胜数。凡是太平公主想干的事，李旦没有不同意的，朝中文武百官自宰相以下，或升迁或降免，全在她的一句话，其余经过她的举荐而平步青云担任要职的士人更是不可胜数。同时，太平公主在后宫中，包括李隆基的身边大量安插耳目。她又感到太子李隆基精明能干，妨碍自己参政，总想另易太子。李隆基十分清楚自身的处境和太平公主的图谋，其不願任人擺佈，亦想除掉太平公主。太平公主屡次散布流言，声称“太子并非皇帝的嫡长子，因此不应当被立为太子。” 公元710年（景云元年）己亥（二十二日），李旦颁下制书晓谕警告天下臣民，以平息各种流言蜚语。睿宗最初遇到困難先聽太平公主的意見，再徵求太子李隆基的意見，後來便愈发傾向李隆基。李隆基和太平公主的嫌隙遂与日俱增。后来，皇帝试图平衡姐姐和儿子的派系，但没有成功。
此次兵败之后，太平公主亲自去找李旦，诬告太子，并提出要废黜太子，但是当皇帝此时与宰相谈话时，他却拒绝废黜太子。景云二年（711年）正月，太平公主竟把宰相邀截到宣政殿光范门内，明目张胆地劝宰相更易太子，遭到宋璟的严词拒绝，阴谋才未能得逞。景雲二年（711年）二月，睿宗命太子監國，六品以下除官及徒罪以下，由太子處分。与此同时，太平公主正在大力巩固和扩大自己的派系。九月，李隆基的妾室楊良媛生下他的第三子李嗣升，即日后的唐肃宗李亨。楊良媛怀孕时，东宫中依附于太平公主的耳目，“必阴伺察，事虽纤芥，皆闻于上”，李隆基十分不安，甚至因太平公主之故试图令楊良媛堕胎。

### 登上皇位

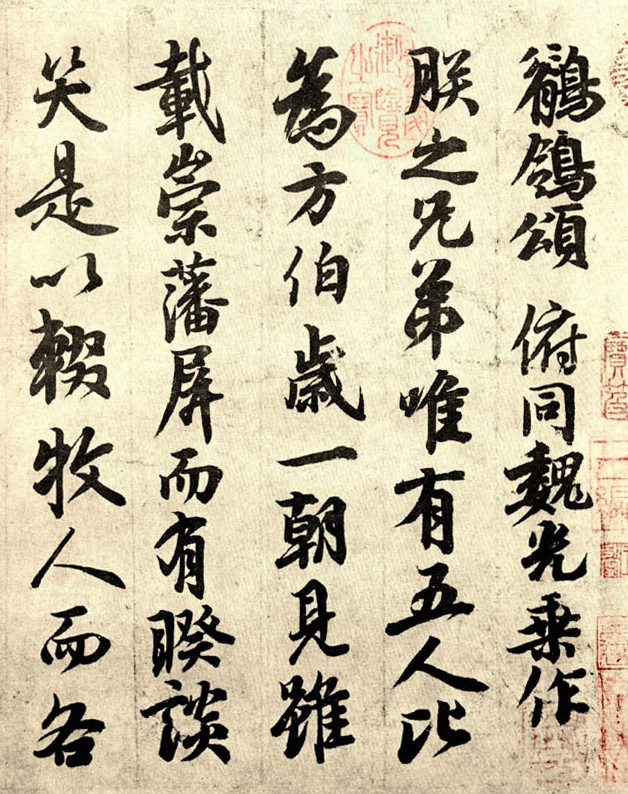
李隆基手书《鹡鸰颂》孤本（局部），臺北國立故宮博物院藏

延和元年（712年）七月，苦于亲人明争暗斗的睿宗不顾太平公主的坚决反对将皇位禪讓，太子李隆基遂正式登基，成为唐朝的第7位及第9任皇帝，改年号为“先天”，是为唐玄宗，睿宗则退居为太上皇。但在太平公主的坚持下，睿宗仍掌握着三品以上官员的任命权以及重大刑案的裁决权。他每五日在太极殿接受群臣的朝贺，仍旧自称为“朕”。而已身为皇帝的玄宗则只能自称为“予”，这一切都是为了使太平公主保住权力，继续通过睿宗干政，以实现她的夺权阴谋。政府管理体制是，全国军队或国家事务，必须先呈请皇帝，皇帝所准许或作出的一切决定，都由太上皇批准或否决。太上皇在太极殿是, 总要听取大臣的议论, 分析皇帝的决策, 而太平公主则躲在殿后的帘子里参加议事, 不停地辱骂皇帝。在朝中仍拥有强大的势力，她公然提出要废掉皇帝，因宰相陆象先反对而未遂。后来，李旦有意遣皇帝李隆基出京巡边，但最终却因故延期，将日期改为明年八月。此时朝中宰相多是太平公主之黨，文武大臣也多依附于她，而太平公主的黨羽看到玄宗銳意親政，就想廢黜玄宗。太平公主还利用太上皇帝的权力支持和保护她的政党，并制定了推翻玄宗的计划，她决定要先消灭玄宗的大部分盟友。这使得玄宗及李氏皇族继韦后乱政后再一次面临紧张险恶的局势，他与太平公主的矛盾已不可调和，如果要掌握权力，除掉太平公主就成了玄宗的必选项。

### 先天政變
先天元年（713年）七月，玄宗與岐王李範、薛王李業、兵部尚書郭元振、龍武將軍王毛仲等決定起事。玄宗命王毛仲到閒廄取出御馬並調家兵三百餘人，親自率領太僕少卿李令向、王守一，內侍高力士，果毅李守德等親信十多人，先殺左、右羽林大將軍常元楷、李慈，又擒獲了太平公主的親信右散騎常侍賈膺福及中書舍人李猷，接著诛杀了宰相岑羲、蕭至忠；竇懷貞暫時走脫，最後自縊而死。太平公主目睹非常之变，驚恐萬狀，先逃入山寺，後被賜死於家，玄宗大获全胜，此即為先天政變。自此以後，玄宗完全获得了军国大事的主导权，太上皇睿宗也彻底放权，不再干预前朝政事。
先天元年十月，玄宗到新豐（今陝西臨潼）閱兵於驪山下，調動二十萬人馬，旌旗連亙五十餘里，聲勢浩大。但由於軍容不整，欲斬兵部尚書郭元振，因宰相劉幽求、中書令張說求情，將其流於新州（今廣東新興）。接著，以制軍禮不肅罪殺了給事中、知禮儀事唐紹。本來，玄宗只是為了整頓軍紀，樹立自己的威信，並無意殺唐紹，但由於金吾將軍李邈倉促宣敕，無可挽回，故而玄宗罷了李邈的官。由於兩位大臣得罪，諸軍震動很大，秩序不穩，只有左軍節度薛訥、朔方道大總管解琬二軍穩定，玄宗讚嘆不已。

### 開元時期
先天元年十二月，玄宗改元為開元，開元時期的近三十年是唐朝的極盛時期。玄宗即位後，勵精圖治，重用姚崇，革新政治。姚崇建議：抑制權貴，重視爵賞，納諫諍，禁貢獻，他都採納。無關大局的具體問題，他都放手讓姚崇處理。有一次，姚崇奏請決定郎吏的任命問題，姚崇再三請求玄宗決定，玄宗只是仰視殿屋，置之不理。高力士提醒玄宗應置可否，他答曰：「朕委姚崇理政，大事應當與朕共議，郎吏小官的事，何須一一煩朕！」自此以後，群臣於是知道玄宗能尊重大臣的決定。
唐玄宗开元初年，京师中监察御史李嵩、李全交和殿中侍御史王旭，被人称为三豹。皆狠虐不轨，鸩毒无仪，体性狂疏，精神惨刻。当时人评为来俊臣乞为弟子，索元礼求作门生。 
玄宗弟薛王李業母舅王仙童，凌辱百姓，被御史彈奏。薛王李業為其求情，玄宗命中書、門下復查。姚崇等奏曰：「王仙童罪狀明白，御史所言正確，不可縱容。」玄宗同意姚崇的意見。從此，所有貴族都不敢放肆。
為了糾正奢華的風氣，開元二年（714年）七月玄宗下令：「乘輿服御、金銀器玩，宜令有司銷毀，以供軍國之用；其珠玉、錦繡，焚於殿前；后妃以下，皆毋得服珠玉錦繡。」又下欶：「百官所服帶及酒器、馬銜、鐙，三品以上，聽飾以玉，四品以金，五品以銀，自餘皆禁之；婦人服飾從其夫、子。其舊成錦繡，聽染為皂。自今天下更毋得採珠玉，織錦繡等物，違者杖一百，工人減一等。」（《資治通鑑》卷二百二十一開元二年七月條）同時，還罷兩京織錦坊。他還反對厚葬，他認為厚葬無益於死者，有損於生者。於是，要求喪葬務遵簡儉，凡送終物品，均不得以金銀器為飾。如有違者，杖一百。州縣長官不能舉察者，一律貶官。
為了從歷史上總結經驗，汲取教訓，作為治理國家的借鑑，玄宗喜愛閱讀史書，讀到有關政事的問題，他特別留心。但常碰到不能解決的疑難問題，於是，他要宰相為他推薦侍讀，幫助他讀書。開元三年（715年）九月，馬懷素、褚無量被推薦為侍讀。玄宗對侍讀非常尊敬，親自迎送，待以師傅之禮。开元三年（715年）正月，玄宗次子李瑛被立为皇太子。
开元前期，宋璟反对拓边，但从开元后期起，唐玄宗锐意军功，杨国忠、安禄山等迎合玄宗的骄奢心理，屡启边衅，拓边战争连年不断。皇甫惟明与王忠嗣都曾提过安边的建议，然而未被采纳。 

#### 設置黑水府
開元十三年（725年），唐朝在伯力（今俄羅斯哈巴羅夫斯克）設置黑水都督府，置黑水軍，對黑水靺鞨地區實施有效的行政管轄，並勘探了堪察加半島和千島群島。《新唐書·北狄傳》記載：“黑水西北又有思慕部，益北行十日得郡利部，東北行十日得窟說部，亦號屈設，稍東南行十日得莫曳皆部。”。
開元二十三年（735年）四月，玄宗與中書門下及禮官、學士宴於東都集仙殿。他說：「仙者憑虛之論，朕所不取。賢者能治理國家，朕與諸位合宴，宜更名曰：集賢殿。」「仙」、「賢」雖一字之差，卻反映了玄宗重視人才的態度。

### 天寶時期
隨著時間的流逝，玄宗自認為天下已經太平，逐漸喪失了積極進取的精神，以致生活奢華，減少過問政事。陳建平《中國通史一百講》：“開元二十三年的時候，他覺得國家太平，要表現國家的歡樂盛況，於是大宴五鳳樓，在五鳳樓的殿前，開了一個盛大的同樂會，各種音樂、舞蹈、戲劇，百劇雜陳，讓三百里之內的刺史縣令，都要帶領當地的樂舞伎人，集合到五鳳樓之下來表演，這種歡樂表演，熱鬧喧天，連續了五日之久。”
玄宗因所宠武惠妃谗言，将三个儿子太子李瑛、鄂王李瑶、光王李琚废为庶人并杀害，改立三子忠王李玙为太子；武惠妃不久也於開元二十五年（737年）去世，後宮雖多美人，但沒有一個能使他滿意。开元二十八年（740年）十月，玄宗以为逝世多年的母亲窦氏祈福的名义，敕书儿媳、第十四子寿王妃杨氏出家为女道士，道号“太真”。天寶四載（745年）八月，冊楊氏為貴妃。
楊貴妃不僅個人受寵，其三個姐姐也均賜府邸於京師，寵貴赫然；其遠堂兄楊國忠也因而飛黃騰達。楊貴妃每次乘馬，都有大宦官高力士親自執轡授鞭，貴妃院有織繡工七百人。嶺南經略史張九章、廣陵長史王翼，因所他們獻給楊貴妃的貢品精美，二人均被陞官。於是，官吏競相仿效。楊貴妃喜愛嶺南的荔枝，就有人千方百計急運新鮮荔枝到長安。在男尊女卑的社會裏，民間竟然流行歌謠日：「生男勿喜女勿悲，若今看女作門楣。」可見，玄宗寵愛楊貴妃的社會影響相當深遠。
生活的奢靡，隨之而來的是政治上的腐敗。天寶初年，口蜜腹劍的李林甫被重用為宰相。李林甫為了掌握大權，反對諫官有益的建議。他訓斥諸諫官道：「今明主在上，群臣將順之不暇，何須多言！」補闕杜璡上書言事，次日即被降為下邽（今陝西渭南東北）令。自此以後，沒有人敢再有諫諍之言了。
在用人方面，李林甫認為凡在德才方面超過自己者，他都設法將其除去。玄宗想重用兵部侍郎盧絢，他就把盧絢調任華州（治所在今陝西華縣）刺史，並欺騙玄宗說盧絢因病不能理事而棄而不用。玄宗又欲重用絳州（治所在今山西新絳）刺史嚴挺之，李林甫又欺騙玄宗說嚴挺之年老多病，宜授其散職，便於他養病。於是，嚴挺之又被送到東京（今河南洛陽）養病去了。李林甫雖然專權亂政，但其在位期間，政局尚穩。天寶十載，唐節度使高仙芝和阿拉伯帝國阿拔斯王朝在西域中亞的怛羅斯發生怛羅斯戰役。
李林甫欺上壓下並未引起玄宗注意，他反而仍然認為天下無事，把主要政事交由李林甫處理。高力士多次勸他不可使大權旁落以免失去君威，他還甚為不悅，致使高力士惶恐自責。天寶十一載（752年）李林甫死後，玄宗一方面重用擅權弄法的楊貴妃堂兄楊國忠接替李林甫任右相（中書令），一方面信任居心叵測的邊將安祿山，以圖左右平衡。
楊國忠的專權亂政比李林甫更甚，重用親信，排斥異己。天寶十二載（753年），關中大饑，因京兆尹李峴不甚順從，遂以災氣歸罪於李峴，貶李峴為長沙（今湖南長沙）太守。後來霖雨成災，玄宗過問災情，楊國忠取最好的禾苗給玄宗看，掩蓋災情真象。扶風太守房琯反映了所管地區的災情，楊國忠就派御史去追究他的責任。因此，天寶十三載（754年）雖然關中災情嚴重，但無人敢如實上報。連玄宗身邊的宦官高力士也說，楊國忠大權在握，賞罰不公，連他也不敢說話了。
范陽（今北京附近）節度使安祿山為了和楊國忠在玄宗面前爭寵，二人互相詆譭。玄宗對此搖擺不定，認為主要政事交付宰相，邊防事務交付諸將，無可憂慮。這樣一來，蓄謀已久的安祿山終於發動了反唐的大叛亂。
唐玄宗雖然沒有發動過像唐太宗、唐高宗朝時那樣的大規模的開邊軍事行動，但是他在位期間中原周邊地區與鄰近少數族吐蕃、契丹、南詔等的戰事連綿不斷。在邊疆軍事勝利的刺激下，玄宗日益滋長了他好大喜功的思想，寵愛有戰功的邊將。邊將也因此不停對外族開戰，以邀功賞。特別是李林甫為遏制政敵而拉邊將牛仙客入相後，更開放了蕃將以邊功為手段，窺伺中央政權的機會。

#### 安史之亂

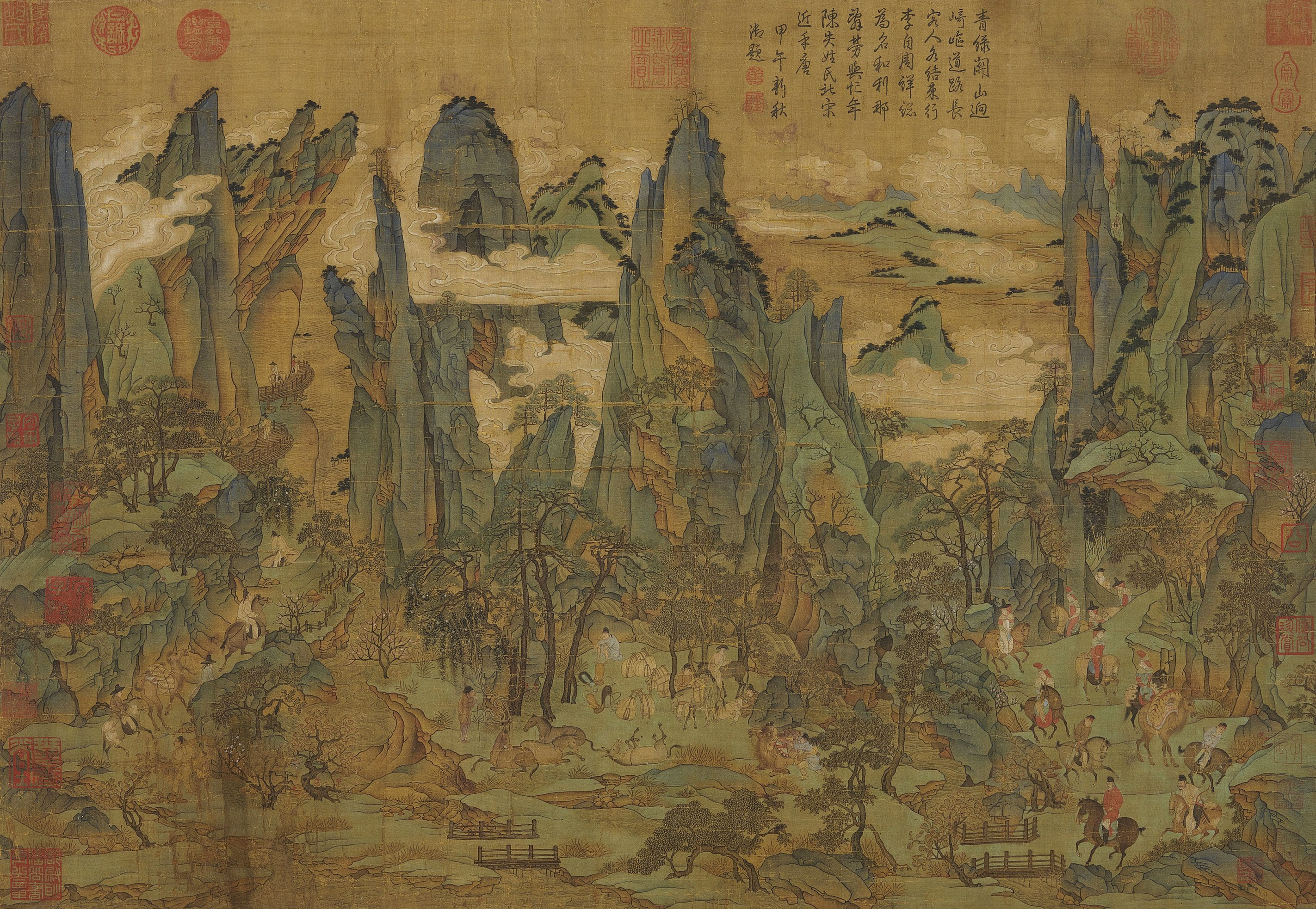
《明皇幸蜀圖》描繪唐玄宗到四川避難場景，臺北國立故宮博物院藏

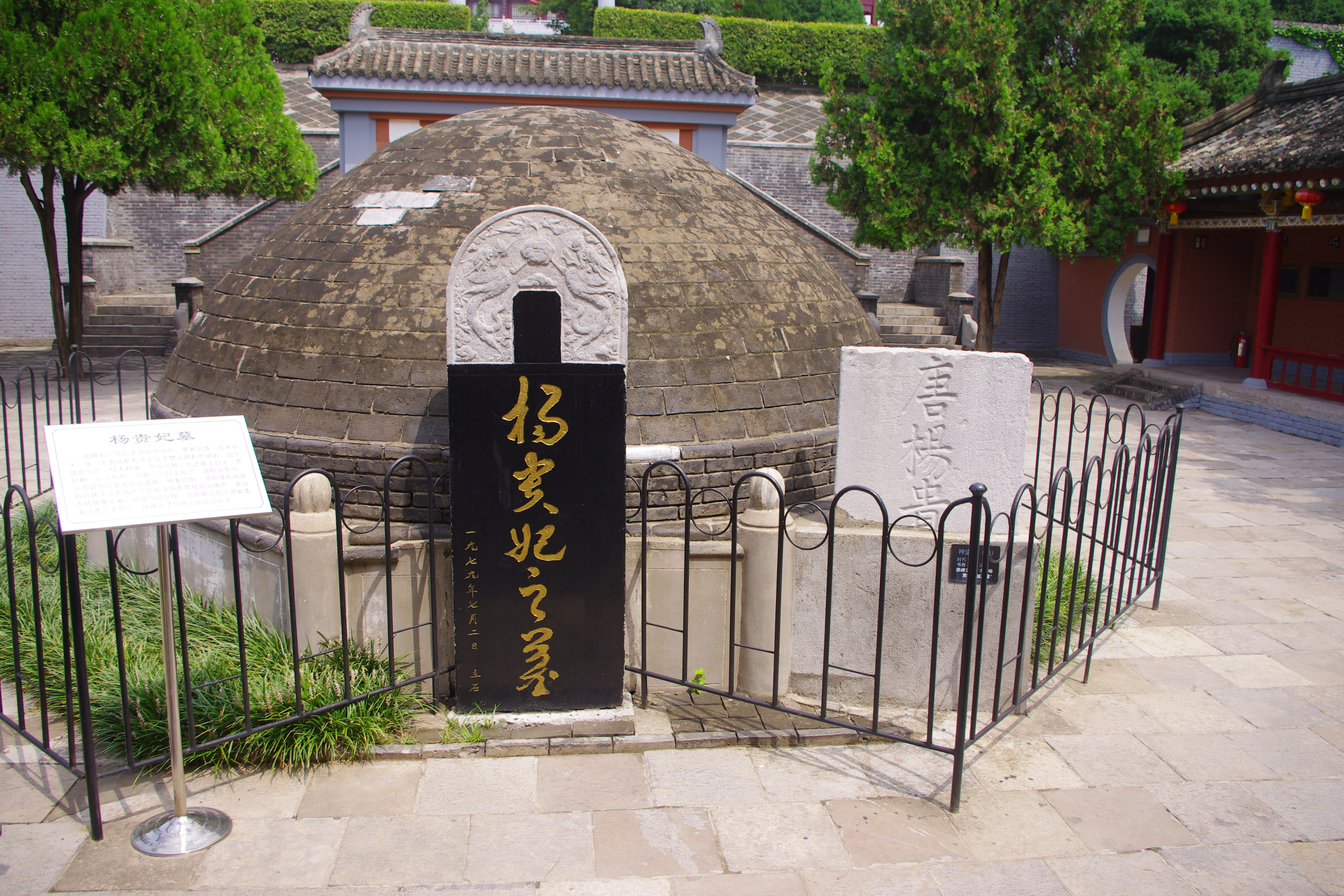
兴平市马嵬镇杨贵妃墓

唐玄宗晚年驕奢淫逸，終日只顧與楊貴妃遊樂。他罢免良相张九龄，任用奸臣李林甫為中書令，朝政每况愈下。玄宗本不太相信鬼神之說，後來崇信方士張果，漸好神仙；並尊奉道教，企慕長生不老，以是朝野爭言符瑞。李林甫死后，又以楊貴妃之從兄楊國忠担任右相（中書令），李林甫在位時尚可穩住朝政，楊國忠不仅没有李林甫的才幹，反而縱容贪污腐败，局面遂不可收拾。不久，楊國忠与手握兵權的范陽节度使安祿山发生冲突，安祿山决心先發制人，發動叛变。
天寶十四載（755年），安祿山趁唐朝內部空虛腐敗，發動兵變，於時承平日久，民不知戰，河北州縣，望風瓦解。史稱安史之乱。玄宗決定逃往四川，途中至馬嵬驛，士兵譁變，士兵砍殺楊國忠，又逼玄宗賜死楊貴妃，玄宗權衡輕重下後，為了保命及維持君威，不得已下令高力士把楊貴妃勒死。
對玄宗早有不滿的太子李亨與玄宗分道揚鑣；李亨率一部份禁軍北趨靈武（今寧夏靈武西南），七月即位，改元至德，是為唐肅宗。李隆基與陳玄禮率另一部份禁軍南逃成都，後被尊為太上皇，玄宗長達44年的統治告終。

### 晚年
至德二載（757年）十二月，隨著安祿山被殺，郭子仪收复长安，玄宗由成都返回長安，肃宗表示将皇位还给父皇，自己仍然退居东宫，被玄宗拒绝。於是玄宗居興慶宮（南內），被肃宗奉為太上皇。乾元三年（760年）七月，宦官李輔國奉承肅宗，離間玄宗與肅宗的關係，迫使玄宗迁往太極宮（西內）甘露殿，高力士、陈玄礼等人亦被贬谪。被軟禁的玄宗終日鬱鬱寡歡，大限之时赋《傀儡吟》一首：
|            | 刻木牵丝作老翁，鸡皮鹤发与真同。 须臾弄罢寂无事，还似人生一梦中。 |
| ————唐玄宗 |                                                                   |

寶應元年农历四月初五日（762年5月3日），太上皇李隆基崩逝於長安城太極宮神龙殿內，享壽七十六歲，在位四十四年。半个月后的四月十八日（762年5月16日），在位僅六年的肅宗李亨亦因久病駕崩于长生殿，享年五十一歲。广德元年（763年）三月，唐代宗將李隆基安葬於唐泰陵（今陝西省渭南市蒲城縣東北15公里處），廟號玄宗，諡號至道大聖大明孝皇帝。

## 評價
開元年間，玄宗勵精圖治，任用賢臣，革除弊害，鼓勵生產，經濟發展，史稱「开元盛世」。开元十四年（726年）杜甫《憶昔》有詩證：「憶昔開元全盛日，小邑猶藏萬家室。稻米流脂粟米白，公私倉廩俱豐實。九州道路無豺狼，遠行不勞吉日出。齊紈魯縞車班班，男耕女桑不相失。」
北佛羅里達大學教授羅漢認為玄宗是一位被大大過譽的皇帝，而且在玄宗在位時期，相比其祖母武則天統治時期，唐朝的進步速度變慢，開始從擁抱周圍廣闊世界的‘大天下’帝國形成將注意力轉向國內的‘小天下’帝國，並且在安祿山之亂之後，迅速陷入衰弱。
雖然玄宗後期怠政，但直到他在位四十三年的天寶十三載（754年），仍是唐代的極盛之世，全國有三百二十一郡，一千五百三十八縣，一萬六千八百二十九鄉，九百零六萬九千一百五十四戶，五千二百八十八萬四百八十八口。史載：“戶口之盛，極於此”。

## 愛情悲歌

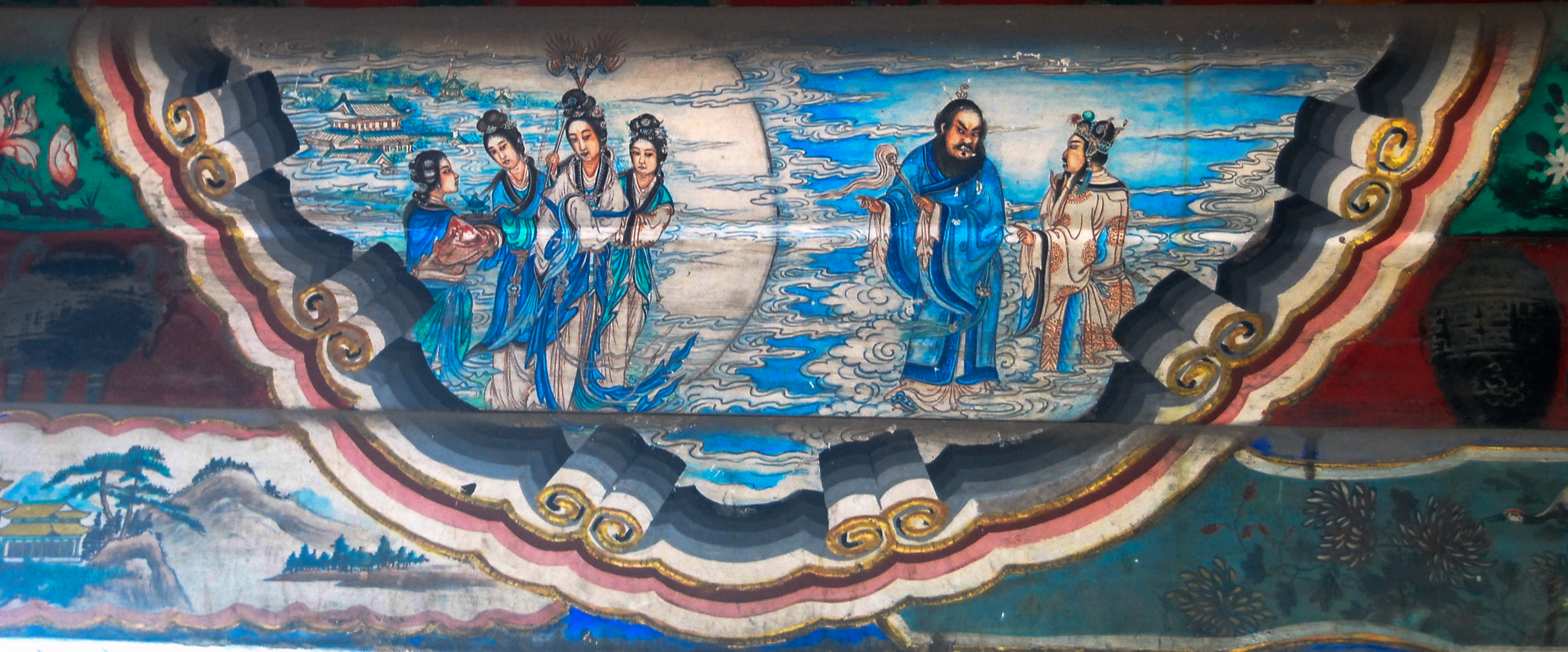
颐和园长廊彩绘：唐玄宗游月宫

中國許多文學作品中的李隆基是感情专一的皇帝，民間習稱他為「唐明皇」，《異聞錄》載〈唐明皇遊月宮〉一事。他和杨贵妃的故事，透過白居易《長恨歌》和陳鴻《長恨歌傳》千古傳誦，例如：
...
蜀江水碧蜀山青，聖主朝朝暮暮情。
行宮見月傷心色，夜雨聞鈴腸斷聲。
...
在天願作比翼鳥，在地願為連理枝。
天長地久有時盡，此恨綿綿無絕期。
詩聖杜甫《哀江頭》一段：
昭陽殿里第一人，同輦隨君侍君側。
輦前才人帶弓箭，白馬嚼嚙黃金勒。
翻身向天仰射云，一箭正墜雙飛翼。
明眸皓齒今何在？血污游魂歸不得。
唐皇室后裔李商隱的《馬嵬》：
海外徒聞更九州，他生未卜此生休。
空聞虎旅傳宵柝，無復雞人報曉籌。
此日六軍同駐馬，當時七夕笑牽牛。
如何四紀為天子，不及盧家有莫愁。
晚唐宰相鄭畋的《馬嵬坡》：
玄宗回馬楊妃死，雲雨難忘日月新。
終是聖明天子事，景陽宮井又何人。

## 音乐造詣
唐玄宗號稱音乐家皇帝，富有音樂才華與跳舞表演技能，对唐朝音乐发展有重大影响，他愛好親自演奏琵琶、羯鼓，擅長作曲，作有《霓裳羽衣曲》，《小破陣樂》，《春光好》，《秋風高》等百餘首樂曲。他曾选乐工，宫女在禁院梨园中歌舞，这是后来称戏班为“梨园”的由来。他還制定了《色俱騰》《乞婆娑》《曜日光》等九十二首羯鼓曲名，創作了多首羯鼓獨奏曲。

## 家庭

### 

#### 皇后
- 王皇后（？－724），父王仁皎，雙胞胎兄王守一。李隆基八歲時聘為臨淄王妃，後冊太子妃、皇后。皇后及其父對李隆基多有協助。無子失寵，因佩帶符厭求子，被廢為庶人，旋即去世。後宮眾人對她相當思慕。唐代宗即位時，恢復其皇后封號。

#### 妃
- 武惠妃（699?－737），父恆安王武攸止，姑祖武則天。有寵，初封婕妤，累進惠妃，禮同皇后。生夏悼王李一、懷哀王李敏、上仙公主、壽王李瑁、盛王李琦、咸宜公主、太華公主。工於心計，讒害王皇后。勾結李林甫，構陷太子李瑛、鄂王李瑤、光王李琚謀反。三子死後，武惠妃驚懼愧疚而死，追封皇后，葬敬陵，但按妃禮服喪，後被唐肃宗廢去一切皇后祠享。
- 董贵妃，原为良娣，延和元年十月太上皇册封皇帝良娣董氏为貴妃，见于《全唐文 卷十九》册封皇帝良娣董氏等诰。[21]，其族人董韶容是张九龄的夫人[22]一说即《明皇杂录》上和唐玄宗一起接见十岁的刘晏的贵妃。
- 淑妃杨真一（692－749），原为良娣，延和元年十月太上皇册为淑妃[21]，太平公主死後离宫入道。
- 武贤妃，原为良媛，延和元年十月太上皇册为賢妃[21]。
- 杨贵妃（719－756），號太真，一說字玉環。父齊國公楊玄琰。寵妃，擅歌舞音律，四大美人之一。初為壽王李瑁王妃，因姿色冠代，先被敕令出家為女道士，還俗後受冊封為唐玄宗貴妃，禮同皇后，楊國忠等家人獲得加封重用。安史之亂中被玄宗賜死於馬嵬驛。
- 項貴妃，弟项承晖，某公主母。墓志称项承晖为“贵妃之令弟，公主之季舅”[23]。墓志所记时间为天宝十載，时杨氏为贵妃，此处贵妃亦可能是妃嫔的泛指。
- 趙和麗妃（693－726），父樂人趙元禮。本潞州伎人，玄宗為臨淄王時納為側室。有寵，生皇太子李瑛。謚曰和。
- 劉華妃，玄宗為臨淄王時納為側室。生玄宗長子奉天皇帝李琮、靖恭太子李琬、仪王李璲。
- 钱妃，徽號無載，或為德妃。生棣王李琰。
- 淑妃皇甫氏（694－735），父左監門衛副率皇甫日休。東宮姬妾之一，有寵。玄宗即位封德儀，生鄂王李瑤及臨晉公主。追封淑妃。杜甫為她作《唐故德儀贈淑妃皇甫氏神道碑》碑文。
- 卢贤妃，初封美人，大历中去世，追封賢妃。生信王李瑝，其子墓志中称她为盧賢妃。
- 順妃韦秀（？－740），父兖州都督韋鐬，母永壽公主。外祖父母為唐中宗與韋皇后，唐玄宗為其堂舅。具体徽号无载，谥曰順。

#### 嬪
- 杨貴嫔，出身于弘农杨氏，唐肅宗生母。開元十七年（729年），逝世，葬細柳原，享年約為三十岁左右。

- 林昭仪，父林庭珉，生宜春公主、萬春公主。見於《元和姓纂》。
- 武賢儀，父武周高平王武重規 。開元间入宫，封才人，進賢儀。生玄宗幼子凉王李璿，汴王李璥。又稱小武妃。
- 郭順儀，父郑州刺史郭义，兄御史大夫郭虚己。入宮封順儀。生永王李璘。郭順儀早逝，李璘由兄李亨（唐肅宗）養大。
- 郭婉儀，僅知劉長卿（709－780）有《故女道士婉儀太原郭氏輓歌詞》，司空曙（720－790）有《故郭婉儀輓歌》一首，郭婉儀或為郭順儀。
- 董芳儀，生廣寧公主。

#### 世婦
- 柳婕妤，父尚书右丞柳范，生延王李玢、长女永穆公主。
- 高婕妤（694－739），開元初入宮為才人，生潁王李璬、昌樂公主。追贈婕妤。
- 美人张七娘（701－724），父冀州南宫县令张元福。開元元年入宮，冊為美人。
- 鍾美人，兄左武卫中郎将钟恭容。生濟王李環。
- 王美人，生陳王李珪。
- 杜美人，生萬春公主。萬春公主母或為林昭儀。
- 劉才人，玄宗為臨淄王時納為側室。生光王李琚。
- 閻才人，父赠朝散大夫阎力，母太原郡太夫人太平观女道士王紫虚。生義王李玼和信成公主。早逝。
- 陳才人，生豐王李珙。
- 鄭才人，生恆王李瑱。
- 張才人（？-742年6月4日），生晉國公主。
- 常才人，生新平公主。
- 赵才人，生壽光公主。因故出家，卒，公主傷感成疾也去世。

#### 情婦
- 虢國夫人，楊貴妃之姐，排行第三，嫁裴氏為妻，生有一雙兒女，裴氏早亡後，她成為唐玄宗的情婦，同時她還是宰相楊國忠的情婦，安史之亂後，楊貴妃、楊國忠相繼遇難，虢國夫人自刎未死，不久在獄中死去。

#### 其他
- 曹野那姬，中亞粟特人[24]。可能是西域曹国进献的胡旋女。生壽安公主李蟲娘。

- 崔氏，崔湜长女，被父送給李隆基。

- 崔氏，崔湜次女，被父送給李隆基。

- 郝氏，父郝洽，被臨淄王納於潞州。

##### 身世存疑人物
- 江采蘋，号梅妃，不見於正史。部份學者認為是传说人物。唐玄宗开元年间所设三妃为惠妃、丽妃、华妃[25]。且终唐一朝，始终没有梅妃这一封号。

- 莫才人，《酉阳杂俎》所记，真伪不详，宁王李宪所献，善唱秦声，号“莫才人啭”。

- 鸾儿，傳說玄宗登基前愛妾，曾作“袖裏香”[26]。

### 子女

#### 子
1. 奉天皇帝（靖德太子，郯王）李琮（第一子，母劉華妃）
2. 廢太子（郢王）李瑛（第二子，母趙麗妃）
3. 唐肅宗 李亨（第三子，母元獻皇后楊貴嬪）
4. 棣王李琰（第四子，母錢妃）
5. 鄂王李瑤（第五子，母贈淑妃皇甫德儀）
6. 靖恭太子（甄王）李琬（第六子，母劉華妃）
7. 光王李琚（第八子，母劉才人）
8. 夏悼王李一（第九子，母貞順皇后武惠妃）
9. 儀王李璲（第十二子，母劉華妃）
10. 潁王李璬（第十三子，母高婕妤）
11. 懷哀王李敏（第十五子，母貞順皇后武惠妃）
12. 永王李璘（第十六子，母郭順儀）
13. 壽王李琩（第十八子，母貞順皇后武惠妃）
14. 延王李玢（第二十子，母柳婕妤）
15. 盛王李琦（第二十一子，母貞順皇后武惠妃）
16. 濟王李環（第二十二子，母鍾美人）
17. 信王李瑝（第二十三子，母贈賢妃盧美人）
18. 義王李玼（第二十四子，母閻才人）
19. 陳王李（第二十五子，母王美人）
20. 豐王李珙（第二十六子，母陳才人）
21. 恆王李瑱（第二十七子，母鄭才人）
22. 涼王李璿（第二十九子，母武賢儀）
23. 汴哀王李璥（第三十子，母武賢儀）

另有七人早夭，母親名氏與地位失傳。《代国公主碑》中记有在734年参加代国公主李华葬礼的安王李洵，为早夭七子之一。

#### 女
唐玄宗共有29位女儿，如下：
1. 永穆公主（長女，母柳婕妤，下嫁王繇）
2. 常芬公主（次女，下嫁张去奢）
3. 臨晉公主（同記為次女，母皇甫德儀，下嫁鄭潜曜）
4. 孝昌公主（第三女，夭折）
5. 唐昌公主（第四女[28]，下嫁薛锈）
6. 靈昌公主（第五女，夭折）
7. 常山公主（第六女，下嫁薛谭，又嫁窦泽）
8. 齊國公主（母楊貴嬪，第八女，先封为兴信公主，又封为宁亲公主，下嫁张垍，又嫁裴颍，末嫁杨敷）
9. 萬安公主（天宝年间出家做道士）
10. 上仙公主（母武惠妃，夭折）
11. 晉國公主（第十一女，母高才人，先封为高都公主，下嫁崔惠童）
12. 懷思公主（号登真，夭折）
13. 新昌公主（下嫁萧衡）
14. 衛國公主（先封为建平公主，下嫁豆卢建，又嫁杨说）
15. 真陽公主（下嫁源清，又嫁苏震）
16. 信成公主（母阎才人，下嫁独孤明）
17. 永寧公主（第十七女，下嫁裴齐丘）
18. 楚國公主（先封为寿春公主，下嫁吴澄江）
19. 宋國公主（第十九女，母皇甫淑妃，先封为平昌公主，下嫁温西华，又嫁杨徽）
20. 昌樂公主（母高才人，下嫁窦锷）
21. 太華公主（第二十一女，母贞顺皇后，下嫁杨锜）
22. 壽光公主（第二十二女，母赵才人，下嫁郭液）
23. 樂城公主（第二十三女，下嫁薛履谦）
24. 咸宜公主（母贞顺皇后，下嫁杨洄，又嫁崔嵩）
25. 宜春公主（母林昭仪，夭折）
26. 廣寧公主（母董芳仪，下嫁程昌胤，又嫁苏克贞）
27. 萬春公主（母杜美人，或为林昭仪，下嫁杨昢，又嫁杨锜）
28. 新平公主（母常才人，下嫁裴玪，又嫁姜庆初）
29. 壽安公主（母曹野那姬，名「蟲娘」，下嫁苏发）

##### 记载有误的公主
1. 高阳公主，第二十女。（《全唐文 卷二十四》记载了唐玄宗第二十女被封为高阳公主的一段册文[29]。《新唐书 诸帝公主传》中没有唐玄宗的女儿曾被封为高阳公主的记载。有人认为这可能是太宗女高阳公主的册文，被误放至玄宗之列。但据《新唐书》的记载[30]，唐高宗永淳之前公主的食邑为三百户。[31]唐玄宗时公主所获食邑曾从五百户增加到一千户。因此从食邑“一千户”判断，这位高阳公主应是唐玄宗的女儿。可能是《新唐书》漏记这位公主或某位公主曾经的封号。）
2. 普康公主（夭折，疑為唐懿宗女普康公主，資料誤記於玄宗女之下。）[32]
3. 乐成公主，第二十三女。与寿光公主同时册封，可能为乐城公主之笔误。记载于《全唐文 卷二十四》。

## 影視文學形象

### 影視形象
- 杨贵妃（1927年） - 陈宝琦飾演
- 杨贵妃（1939年） - 舒适飾演
- 梅妃（1941年） - 吕玉堃飾演
- 杨贵妃（1947年） - 吴楚帆飾演
- 杨贵妃（1955年） - 王元龙飾演
- 杨贵妃（1955年） - 森雅之飾演
- 杨贵妃（1962年） - 嚴俊飾演
- 杨贵妃（1976年） - 思維飾演
- 剑仙李白（1983年） - 王伟飾演
- 杨贵妃传奇（1986年） - 金汉飾演
- 杨贵妃（1986年） - 宗华飾演
- 一代公主（1986年） - 侯冠群飾演
- 珍珠传奇（1987年） - 吴风飾演
- 大唐名捕（1990年） - 楊得時飾演
- 杨贵妃（1992年） - 刘文治飾演
- 武林奇缘（1993年） - 黄春伯飾演
- 唐明皇（1993年） - 刘威飾演
- 杨贵妃秘史（1994年） - 周志宇飾演
- 昆仑奴（1994年） - 黄奕良飾演
- 天师钟馗之杨贵妃（1994年） - 陈泰鸣飾演
- 前世冤家（1995年） - 汤镇宗飾演
- 杨贵妃后传（1996年） - 蓝天野飾演
- 大明宫词（2000年） - 吴军飾演
- 杨贵妃（2000年） - 江华飾演
- 天子尋龍（2001年） - 陳浩民飾演
- 大唐歌飞（2003年） - 唐国强飾演
- 神鬼八阵图（2006年） - 张谦飾演
- 大唐芙蓉园（2007年） - 赵文瑄飾演
- 大唐游侠传（2008年） - 汤镇宗飾演
- 大明宫（2009年） - 黄河飾演
- 李白（2010年） - 刘德凯飾演
- 杨贵妃秘史（2010年） - 黄秋生飾演
- 太平公主秘史（2012年） - 张翰飾演
- 唐宫燕（2013年） - 李承铉飾演
- 王朝的女人·杨贵妃（2015年） - 黎明飾演
- 大唐荣耀（2016年） - 秦汉飾演
- 貓貓日本史（2016年） - 津田健次郎配音
- 快递先生与贵妃小姐（2017年） - 詹剑林飾演
- 妖猫传（2017年） - 张鲁一飾演
- 宮心計2深宮計（2018年） - 馬浚偉飾演
- 长安十二时辰（2019年）（以聖人名義） - 冯嘉怡饰演
- 國色芳華 （2025年）- 曲哲明 飾演

### 文學形象
- 黃易 - 《盛唐三部曲》（《日月當空》、《龍戰在野》、《天地明環》）
- 梁羽生— 「大唐三部曲」——《大唐遊俠傳》中出場，《龍鳳寶釵緣》《慧劍心魔》提及

## 相關戲劇
創作于2003年的大型交響京劇——大唐貴妃，即改編自唐玄宗與楊玉環的愛情悲歌。而在其中以選段中的梨花頌最爲膾炙人口。該戲曲講述了楊玉環與李隆基的愛情故事，從楊玉環被冊封為妃、風光旖旎的時候，到最後她在安史之亂中喪命。八年後，安史之亂平息，身為太上皇的李隆基日夜思念玉環，而在最後的幻覺中，李隆基來到蓬萊仙境，楊玉環翩如嫦娥，兩人再續生死之緣的悲情故事。

## 腳註
1. ↑  其陵墓唐泰陵处在清乾隆时期因避康熙皇帝名讳记为唐元宗。

## 延伸閱讀
- 麥谷邦夫：〈唐玄宗《道德真經》注疏之撰述與思想特徵（页面存档备份，存于）〉。

| 唐玄宗 唐朝出生于：685年逝世於：762年 | 唐玄宗 唐朝出生于：685年逝世於：762年 | 唐玄宗 唐朝出生于：685年逝世於：762年 |
| 統治者頭銜                            | 統治者頭銜                            | 統治者頭銜                            |
| ------------------------------------- | ------------------------------------- | ------------------------------------- |
| 前任： 唐睿宗 李旦                    | 唐朝皇帝 712年－756年                 | 繼任： 唐肅宗 李亨                    |
| 前任： 唐睿宗 李旦                    | 中國君主 712年－756年                 | 繼任： 唐肅宗 李亨                    |